# Sydlige Krone
Sydlige Krone (Corona Australis) er et stjernebillede på den sydlige himmelkugle.